# Franz Binder (Autor)
Franz Binder (* 5. September 1952 in München) ist ein deutscher Schriftsteller und Fotojournalist.

## Leben und Werk
Er absolvierte eine Ausbildung am Münchner Presse-Lehrinstitut (Journalistenschule), widmete sich anschließend aber nicht der klassischen journalistischen Laufbahn, sondern dem Schreiben von Büchern. Seit 1978 ist er freischaffend als Autor, Fotojournalist und Grafik-Designer tätig. Seit 1986 hatte er Buchveröffentlichungen in verschiedenen Verlagen. Einige seiner Bücher wurden in Fremdsprachen übersetzt und erschienen als Hörbuch. Außerdem schrieb er Buchbeiträge zu Anthologien.

## Publikationen

### Belletristik
- Querung – Ein Triptychon (Gedichte), Rauchfuß, München 1986, ISBN 3-924482-01-2
- Der Sonnenstern (Roman), Drei Eichen Verlag, Ergolding 1989, ISBN 3-7699-0477-X
  - Neuausgabe als Taschenbuch im Schirner Verlag, Darmstadt 2008, ISBN 978-3-89767-599-5
- Reisegeschichten (Kindergeschichten), Drei Eichen Verlag, Ergolding 1989, ISBN 3-7699-0482-6
- Ariya, Herz aus Feuer (Märchen), Drei Eichen Verlag, Ergolding 1990, ISBN 3-7699-0498-2
- Herr des Rades (Märchen), Drei Eichen Verlag, Ergolding 1991, ISBN 3-7699-0519-9
- Auf dem Seil (Erzählung), Drei Eichen Verlag, [Ergolding] 1996, ISBN 3-7699-0563-6
- Der Name der Finsternis (Roman), Drei Eichen Verlag, [Hammelburg] 1997, ISBN 3-7699-0575-X
- Die weiße Feder (Erzählung), Drei Eichen Verlag, [Hammelburg] 1999, ISBN 3-7699-0592-X

### Musik, Biographien
- Oper, dtv, München 2004 (Kleine Philosophie der Passionen), ISBN 3-423-34148-3
- Dalai Lama (Biographie), dtv, München 2005, ISBN 3-423-31080-4
- Georg Friedrich Händel (Biographie), dtv, München 2009, ISBN 978-3-423-24710-8
- Amala, ein Leben für Tibet, Nymphenburger, 2011

### Bildbände, Reisen und Kulturen
- Samarkand, Chiwa, Buchara, Eulen Verlag, Freiburg im Breisgau 1990 (Terra incognita), ISBN 3-89102-252-2
- Tibet, Land und Kultur, Hirmer, München 2000, ISBN 3-7774-8380-X
- Bhutan, Königreich des Donnerdrachen, Hirmer, München 2002, ISBN 3-7774-9140-3
- Kailash, Reise zum Berg der Götter, dtv, München 2002, ISBN 3-423-24343-0
- Mittelasien, Tor zwischen zwei Welten, Hirmer, München 2004, ISBN 3-7774-9860-2
- Seychellen, 1000 Meilen außerhalb der Welt, Bucher, München 2007 (Die letzten Paradiese der Erde), ISBN 978-3-7658-1643-7
- Tibet, Flucht vom Dach der Welt (mit Fotos von Dieter Glogowski), Bucher, München 2007, ISBN 978-3-7658-1670-3
- Tore zum Himmel, Frederking & Thaler, München 2009, ISBN 978-3-89405-764-0
- Das Erbe Tibets: Ladakh (mit Fotos von Dieter Glogowski), Bruckmann, München 2010, ISBN 978-3-7654-5516-2

### Sachbücher Gesundheit und Spiritualität
- Zucker, nein danke, Heyne, München 1987, ISBN 3-453-00935-5; Neuauflagen bei Econ und VAK-Verlag, aktuell unter dem Titel Zucker, der süße Verführer bei VAK-Verlag, Kirchzarten 2004, ISBN 3-935767-37-4
- Erste Schritte auf dem spirituellen Weg, Bauer Verlag, Freiburg im Breisgau 1988, ISBN 3-7626-0346-4
- Bewußt essen, Veritas Verlag, 1989
- Salz, nein danke, Heyne, München 1990 (= Heyne-Ratgeber, 9194), ISBN 3-453-03119-9
- Der Heyne-Naturkostführer, Heyne, München 1990 (= Heyne-Ratgeber, 9354), ISBN 3-453-04410-X
- Das übergewichtige Kind, Heyne, München 1993 (= Heyne-Ratgeber, 9451), ISBN 3-453-06647-2
- Das Handbuch der gesunden Ernährung, dtv, München 1993/2002, ISBN 3-423-36275-8
- Die Elektroakupunktur, Kösel, München 1994, ISBN 3-466-34317-8
- Astrali Banali: vom Missbrauch der Esoterik, Drei Eichen Verlag, Ergolding 1992, ISBN 3-7699-0526-1